# Stefan Filipović
Stefan Filipović (černohorsky Стефан Филиповић; * 18. ledna 1987 Podgorica) je černohorský popový zpěvák, který reprezentoval Černou Horu na Eurovision Song Contest 2008 s písní „Zauvijek volim te“.

## Kariéra
Vystudoval hudební akademii v Cetinje. Již v sedmi letech začal zpívat a účastnil se různých festivalů v Černé Hoře a v zahraničí.
Jeho debutem na pódiu byl dětský festival Naša Radost. Později se zúčastnil hudebního festivalu Budva v letech 2005, 2006 a 2007. Také se zúčastnil národního kola Evropesma 2006, kde se umístil druhý. V černohorském národním kole MontenegroSong 2007 se umístil rovněž druhý. Napotřetí v národním kole MontenegroSong 2008 s písní „Zauvijek volim te“ zvítězil.

### Eurovision Song Contest 2008
Dne 27. ledna vyhrál národní černohorský výběr MontenegroSong 2008, a proto získal právo zastupovat Černou Horu na Eurovision Song Contest 2008, která se konala v Bělehradě. Píseň vybrali výhradně televizní diváci. Vítězná píseň nesla jméno „Zauvijek volim te“ a podílel se na ní tým makedonských hudebníků spolu s Grigorem Koprovem (autor), Ognen Nedelkovski (skladatel) a Vladimir Dojčinovski (aranžér). Toto trio dalo vzniknout makedonské písní „Mojot Svet“, se kterou Karolina reprezentovala Makedononii na Eurovision Song Contest 2007. Anglická verze této písně nese název „Never forget that I love you“. Demoverze písně byla prezentována v sobotu 8. března. S písní se zúčastnil prvního semifinále soutěže, ale nepodařilo se mu kvalifikovat do finále.

## Singly
- „Zujalica“ / Зујалица (Naša Radost, Podgorica)
- „Đede pero što je ovo“ / Ђеде Перо што је ово (Naša Radost, 1999)
- „Deca imaju pravo“ / Деца имају право (dětský festival UNICEF, Tivat)
- „Ringeringe raja“ / Рингеринге раја (Naša Radost)
- „Ja mogao bih sve“ / Ја Могао Бих Све (hudební festival Budva 2005 - 4. místo a cenu pro nejlepšího debutanta)[1]
- „Ne Umijem“ / Не Умијем (Slunečnicový hudební festival, Zrenjanin 2005 - 3. místo a cenu pro nejlepšího debutanta)[1]
- „Za Nju“ / За Њу (Evropesma 2006 - 4. místo)
- „Šećer i Voće“ / Шећер и Воће (hudební festival Budva 2006 - 2. místo)
- „Ne Mogu Bez Tebe“ / Не Могу Без Тебе (MontenegroSong 2007 - 2. místo)[1]
- „Nebo i More“ / Небо и Море (hudební festival Budva 2007 - 1. místo)[1]
- „Zauvijek volim te“ / „Never Forget That I Love You“ / „Заувијек волим те“ (Eurovision Song Contest 2008)[1]